# Mohamed Amin
Mohamed Sharaf El-Din Amin (ur. 6 listopada 1998) – sudański piłkarz grający na pozycji lewego obrońcy. Od 2021 jest zawodnikiem klubu Motala AIF.

## Kariera klubowa
Swoją karierę piłkarską Amin rozpoczął w Szwecji, w klubie Norrby IF. W sezonie 2018 był jego zawodnikiem, jednak nie zaliczył debiutu w Superettan. W 2019 roku odszedł do grającego na czwartym poziomie rozgrywkowym Vårgårda IK. W 2021 przeszedł do innego klubu z tej ligi, Motala AIF. W sezonie 2021 wywalczył z nim awans do Division 1 (trzeci poziom rozgrywkowy).

## Kariera reprezentacyjna
W reprezentacji Sudanu Amin zadebiutował 30 grudnia 2021 w przegranym 2:3 towarzyskim meczu z Etiopią, rozegranym w Limbé. W 2022 roku został powołany do kadry na Puchar Narodów Afryki 2021. Na tym turnieju nie rozegrał żadnego meczu.